# Перуансько-еквадорська війна
Перуансько-еквадорська війна (відома місцево як Війна '41 (іспанська Guerra del 41) ;5 — 31 липня 1941) — військовий конфлікт між Перу та Еквадором. Є одним з 3 військових конфліктів, які сталися між Перу та Еквадором у XX столітті.

## Причини війни
Причиною війни став спір між Перу і Еквадором за володіння територіями, велика частина яких лежала в басейні Амазонки між гірською системою Анд і річкою Мараньйон. Початок цього конфлікту був покладений ще у колоніальний період; протягом XIX і XX століть відбулося декілька військових сутичок між Перу і Великою Колумбією, а після розпаду Великої Колумбії — між Перу і Еквадором. Після цього було зроблено декілька спроб мирного врегулювання відносин, але покласти кінець конфлікту не вдалося.
У 1940 році прикордонні сутички почастішали. 11 січня 1941 року президент Перу Мануель Прадо-і-Уґартече, стверджуючи, що еквадорці вторглися до перуанської території Сарумільйя, наказав розпочати формування Північного військового угрупування.

## Бойові дії
5 липня прикордонні сутички переросли у відкриту війну. Досі ведуться суперечки про те, яка сторона першою почала військові дії; за версією перуанців, еквадорці вторглися на територію провінції Сарумільйя і відкрили вогонь по перуанському патрулю, а за версією еквадорського полковника Родрігеса, саме еквадорський патруль виявив на еквадорській території кілька перуанських цивільних осіб і поліцейського, який першим відкрив вогонь і вбив одного еквадорця.
Співвідношення сил до того часу було таким: Еквадор мав 2 батальйони, розгорнутих вздовж річки Сарумільйя (3 вищих офіцера, 33 офіцера і 743 рядових), крім того, в безпосередній близькості від місця військових дій перебували 4 вищих офіцера, 3 офіцера, 28 солдатів, 93 добровольця і 500 карабінерів; Перу — від 11 500 до 13 000 осіб.
З 5 по 7 липня вздовж висохлого русла Сарумільї велися бої з активним застосуванням артилерії, а з боку Перу також і авіації, після чого на деякий час встановилося затишшя. Це дозволило перуанцям приготуватися до вирішального наступу; 23 липня вони, використовуючи величезну кількісну перевагу і закуплені в Чехословаччині танки, почали наступ в напрямку еквадорського портового міста Пуерто-Болівар, з моря блокованого флотом; одночасно перуанська авіація почала бомбардування міст Вакільяс, Аренільяс, Санта-Роса і Мачала. 27 липня Пуерто-Болівар був узятий перуанцями з використанням повітряного десанту (це була перша повітряно-десантна операція в Західній півкулі; усього в ній брали участь 30 десантників). Після 31 липня бойові дії пішли на спад і 21 листопада Перу та Еквадор підписали перемир'я.
Однак і завдяки цьому перемир'ю не вдалося закінчити перуансько-еквадорський конфлікт. Не допоміг також і новий мирний договір, який був укладений 14 червня 1945 року. П'ять днів після того еквадорські солдати знову перейшли кордон. Тільки після рішучої контратаки перуанської армії на ворожій території військові дії були припинені за угодою від 2 жовтня 1945 року.

## Підсумок
За підсумками укладеного миру між Перу і Еквадором, який 29 січня був підтверджений протоколом Ріо-де-Жанейро, 278 км² еквадорської території у верхній течії Амазонки переходило до Перу; Аргентина, Бразилія, США та Чилі виступили гарантами дотримання цього договору. Однак 78-кілометрову ділянку кордону вздовж річки Сенепи не було демарковано протягом 5 років, що згодом дало привід для нового збройного конфлікту.
У 1960 році президент Еквадору Хосе Марія Веласко Ібарра оголосив про визнання протоколу недійсним, так як був підписаний під час окупації еквадорської території перуанцями. Тим не менш, Перу, Бразилія, Аргентина, Чилі і США продовжували вважати, що договір знаходиться у силі. Протистояння Перу і Еквадору ще двічі виливалося у відкритий військовий конфлікт — у 1981(Війна Пакіша) і у 1995 роках (Війна Сенепа). Остаточний мир між Перу і Еквадором був укладений тільки 26 жовтня 1998 року в Бразиліа (тоді Еквадор визнав перехід спірних територій до Перу).